# Gradignan
 Gradignan  es una población y comuna francesa, situada en la región de Aquitania, departamento de Gironda, en el distrito de Burdeos. Es el chef-lieu del cantón de su nombre.

## Demografía
| 1 860                     | 1 382 | 1 461 | 1 487 | 1 630 | 1 643 | 1 727 | 1 843 | 1 867 | 1 834 | 1 989 | 2 079 | 2 269 | 2 377 | 2 453 | 2 672 | 2 727 | 2 818 | 2 853 | 2 945 | 2 895 | 2 982 | 3 180 | 3 314 | 3 418 | 5 213 | 4 807 | 6 803 | 10 402 | 18 691 | 21 441 | 21 727 | 22 193 | 22 988 | 23 096 |
| (Fuente: Cassini e INSEE) |       |       |       |       |       |       |       |       |       |       |       |       |       |       |       |       |       |       |       |       |       |       |       |       |       |       |       |        |        |        |        |        |        |        |

## Lugares y monumentos

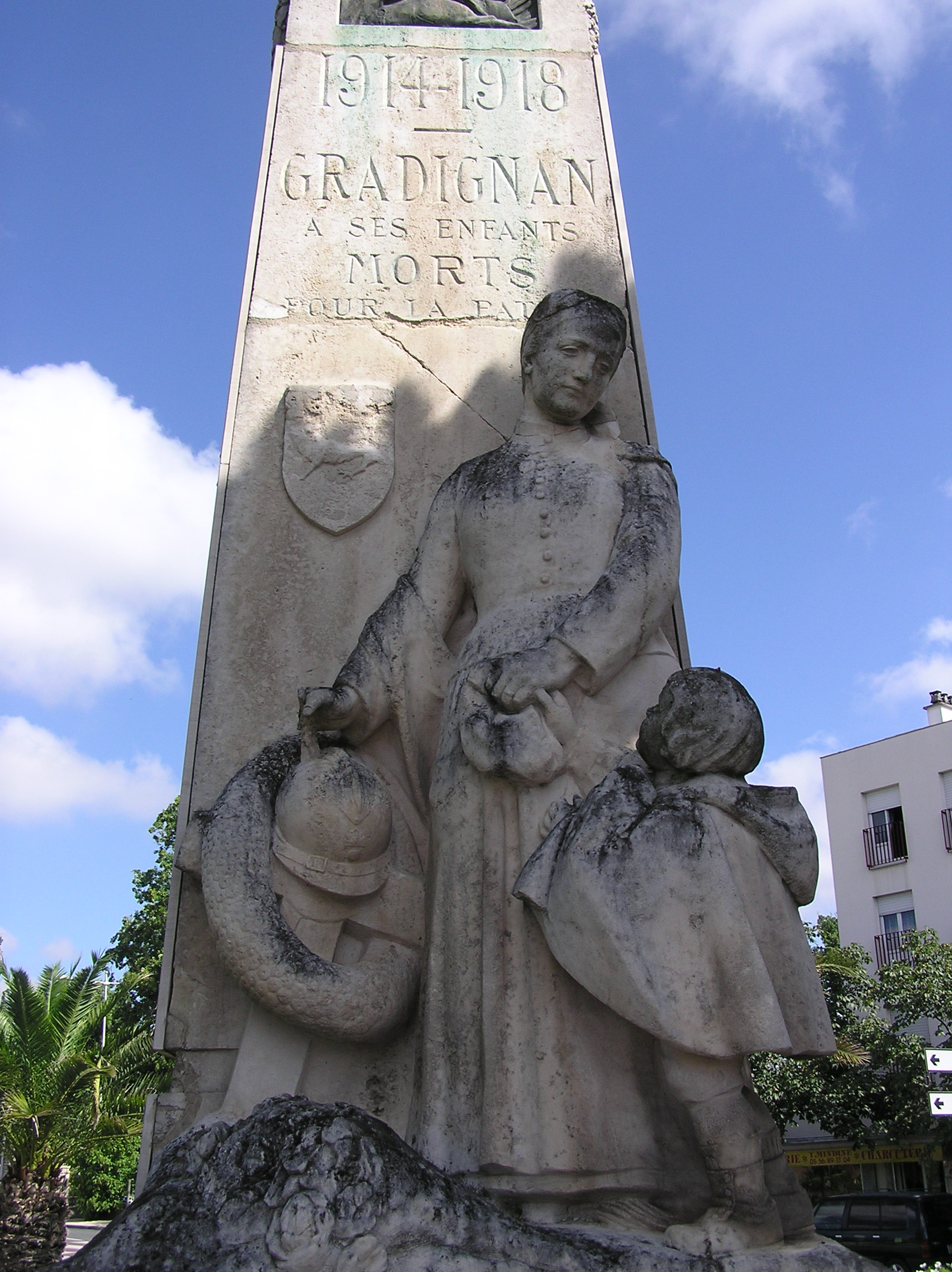
El monumento a los muertos humanista.

### Patrimonio
- Vestigios del antiguo Cayac Priorato, establecido sobre el camino de peregrinación de Santiago de Compostela y mencionado desde 1209. Este dependiente de la  abadía Santa-cruz de Burdeos.
- Restos de un antiguo castillo Edad Media (terrón feudal de S.  Alba) y un excalabozo  (ruinas de la casta).
- Podemos ver también los  restos de un antiguo cerámica (horno al aire libre).
- Existe también en el recinto de Instituto nacional de los jóvenes sordos (INJS), un ejemplar de uno telégrafo en brazo, decir telégrafo de Chappe. Situando sobre la línea de transmisión hacia Bayona que permitía la parada de las informaciones procedente de Burdeos, y de la capital. En curso de restauración, es visible cada año en el momento de días del patrimonio.
- Burthe del Castillo, construido por la familia Marcos, el siglo XIX sobre la tierra del castillo vecino que perteneció a la abuela de François Mauriac, y que se lo vendió a Mark, la familia de Marcos está aliado con Ecomard, el Maupassant-Bartelemy. El Castillo se convirtió en un centro de discapacidad ed.
- Tauziat Castle, construido a finales del siglo XVIII  por el arquitecto Gran Teatro de Burdeos, Victor Louis.
- El castillo de la Ermita, construido en medio del siglo XIX, acogió el ayuntamiento de la ciudad hasta 1986.

### Espacios verdes
- Gradignan posee numerosos parque y espacios verdes. Podemos citar a Mandavit, Moulineau o Montgaillard. En todo, el conjunto de estas organizaciones representa 110 m² de superficie por habitante.